# اچ‌ام‌اس گارلند (۱۸۰۰)
اچ‌ام‌اس گارلند (۱۸۰۰) (به انگلیسی: HMS Garland (1800)) یک کشتی است که طول آن ۱۲۴ فوت ۴ اینچ (۳۷٫۹۰ متر) می‌باشد. این کشتی در سال ۱۷۹۸ ساخته شد.